# (10007) Malytheatre
(10007) Malytheatre est un astéroïde de la ceinture principale.

## Description
(10007) Malytheatre est un astéroïde de la ceinture principale. Il fut découvert le 16 décembre 1976 à Nauchnyj par Lioudmila Tchernykh. Il présente une orbite caractérisée par un demi-grand axe de 3,15 UA, une excentricité de 0,11 et une inclinaison de 13,4° par rapport à l'écliptique.
Il a été nommé d'après le théâtre Maly, le plus ancien théâtre de Russie.

## Compléments